# هارتلي بور الكسندر
هارتلي بور الكسندر (بالإنجليزية: Hartley Burr Alexander)‏ هو كاتب وفيلسوف أمريكي، ولد في 9 أبريل 1873 في لنكن في الولايات المتحدة، وتوفي في 27 يوليو 1939 في كلاريمونت في الولايات المتحدة.

## وصلات خارجية
- هارتلي بور الكسندر على موقع ميوزك برينز (الإنجليزية)